# Trachurus mediterraneus
Espèce
Statut de conservation UICN

 LC  : Préoccupation mineure
Trachurus mediterraneus, le chinchard méditerranéen ou chinchard à queue jaune, est une espèce de poissons marins de la famille des Carangidae.

## Noms vernaculaires
- Allemand: Mittelmeer-Bastardmakrele
- Anglais : Mediterranean horse mackerel
- Bulgare : Сафрид
- Espagnol : Chicharro, Jurel mediterráneo
- Français : Chinchard de la Méditerranée, Chinchard à queue jaune, Sévereau
- Grec : Ασπροσαύριδο
- Italien : Suro
- Néerlandais : Middellandse-Zeehorsmakreel
- Roumain : Stavrid

## Répartition
Cette espèce est présente dans l'est de l'Atlantique et commune en Méditerranée.
Peu prisée des pêcheurs, elle n'est généralement capturée que pour servir de vif pour la pêche au gros.
Ce poisson présente la particularité de pousser des grognements après sa sortie de l'eau lors d'une capture.